# Notre-Dame-de-la-Salette
Notre-Dame-de-la-Salette är en kommun i provinsen Québec i Kanada. Den ligger i regionen Outaouais, i den sydöstra delen av landet, 40 km norr om huvudstaden Ottawa. Kommunen slogs ihop med Buckingham 1975 men blev åter en egen kommun 1980.